# شلدون لی (بازیکن فوتبال)
شلدون لی (انگلیسی: Sheldon Lee؛ زادهٔ) بازیکن فوتبال اهل بریتانیا است.